# Peter Sauer (Diplomat)
Peter Sauer (* 3. April 1961 in Rendsburg) ist ein deutscher Diplomat. Von 2022 bis 2024 war er Botschafter der Bundesrepublik Deutschland in Haiti und leitete als solcher die Botschaft Port-au-Prince.

## Leben
Sauer wurde am 3. April 1961 in Rendsburg geboren. Er besuchte von 1967 bis 1980 die Sekundarschule in Rendsburg. Von 1980 bis 1984 diente er als Soldat auf Zeit bei der Bundeswehr in Eutin. Es schloss sich ein Studium der Geographie an der Universität Hannover sowie an der London School of Economics von 1984 bis 1990 und eine Tätigkeit als wissenschaftlicher Mitarbeiter der Universität Hannover von 1990 bis 1991 an.
Nach erfolgreicher Teilnahme am Auswahlverfahren des Auswärtigen Amts begann er 1991 den Vorbereitungsdienst für den höheren Auswärtigen Dienst in Bonn. 1993 legte er die Laufbahnprüfung ab und wurde an die Botschaft Tallinn in Estland versetzt, wo er als Referent für die Aufgabengebiete Presse und Kultur zuständig war. Im Jahr 1996 erfolgte eine Abordnung in das Bundespräsidialamt in Bonn, wo er in der außenpolitischen Abteilung Referent für Nordamerika und Europa wurde.
Nach einer kurzen Station in der Zentrale des Auswärtigen Amts wurde Sauer 1999 an die Botschaft Washington versetzt, wo er als persönlicher Referent des Botschafters eingesetzt wurde. Im Jahr 2002 wechselte er als Ständiger Vertreter des Leiters der Botschaft Managua nach Nicaragua.
Sauer kehrte im Jahr 2005 in die Zentrale des Auswärtigen Amts zurück und leitete dort eine Arbeitseinheit im Protokoll. Von 2009 bis 2013 wurde er als Referent für Wissenschaft und Sicherheitspolitik in der Botschaft London, Vereinigtes Königreich, eingesetzt. Im Jahr 2013 kehrte er für eine weitere Tätigkeit als Referatsleiter im Protokoll des Auswärtigen Amts nach Berlin zurück.
Im Jahr 2017 wurde Sauer zum Ständigen Vertreter des Leiters der Botschaft Santiago de Chile berufen. Dieses Amt übte er bis zum Jahr 2022 aus.
Ab Juli 2022 leitete Sauer die Botschaft Port-au-Prince als außerordentlicher und bevollmächtigter Botschafter in Haiti. Die Botschaft wurde im Juni 2023 angesichts der um sich greifenden Bandenkriminalität und Gewalttätigkeiten aus Sicherheitsgründen zeitweise geschlossen. Angesichts der chaotischen Auswirkungen der ungebremsten Bandenkriminalität im Gastland musste Sauer am 10. März 2024 aus Sicherheitsgründen in die Dominikanische Republik ausreisen.
Sauer ist verheiratet und hat drei Kinder.

## Weblink
- Lebenslauf. In: Deutsche Botschaft Port-au-Prince. Auswärtiges Amt, archiviert vom Original am 15. März 2023; abgerufen am 11. Februar 2025.